# Gügleben
Gügleben ist ein Ortsteil der Gemeinde Elleben im Ilm-Kreis in Thüringen mit etwa 110 Einwohnern. Es ist damit der kleinste der drei Ortsteile der Gemeinde.

## Geografie
Gügleben liegt in etwa 350 Metern Höhe im Nordosten des Ilm-Kreises zwischen Erfurt, Arnstadt und Kranichfeld. Der Ort ist ein Straßendorf in einer Seitensenke des Wipfratals. Es liegt am Übergang zwischen der Wipfraebene im Südwesten und ausgedehnten Wäldern im Nordosten. Wenig östlich des Dorfes liegt der weithin sichtbare, 513 Meter hohe Riechheimer Berg, der der Verwaltungsgemeinschaft Riechheimer Berg ihren Namen gab.

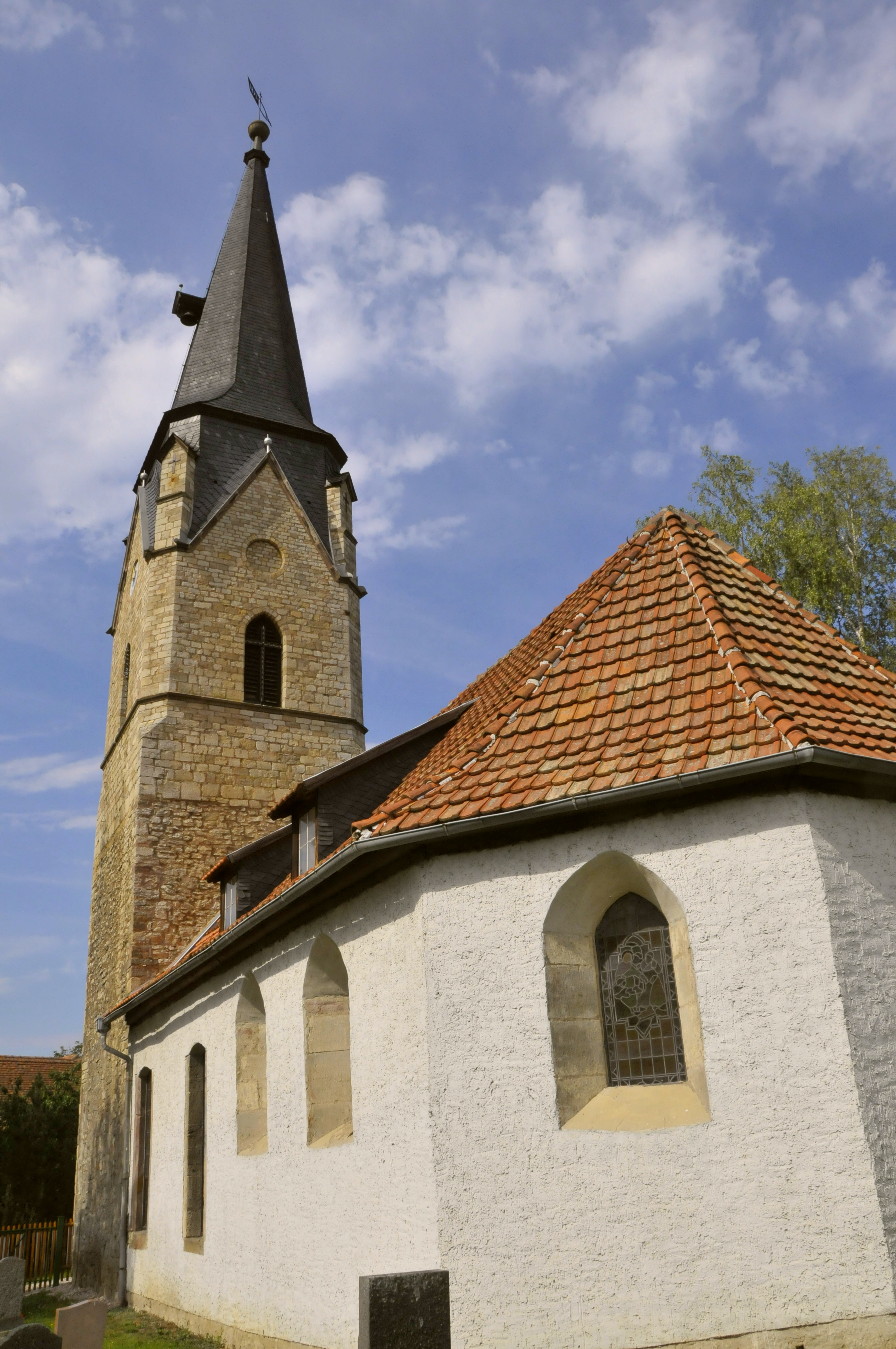
Dorfkirche St. Gangolf

## Geschichte
Erstmals urkundlich erwähnt wurde Gügleben in einer Schenkungsurkunde des Klosters Fulda vom 30. August 796. Es zählt damit zu den älteren Dörfern der Umgebung. Bis 1920 gehörte Gügleben zum Amt Kranichfeld (links der Ilm), welches zum Kreis Saalfeld im Freistaat Sachsen-Meiningen gehörte. Erst 1922 wurde Gügleben an das Stromnetz angebunden. 1920 wurde das Land Thüringen gebildet und in der darauffolgenden Kommunalreform Gügleben dem Landkreis Arnstadt zugeordnet. 1952 kam es zum (verkleinerten) Kreis Arnstadt im neuen Bezirk Erfurt. Am 24. Januar 1974 wurde Gügleben in die Gemeinde Elleben eingegliedert. Ab dem 1. Juli 1994 gehört der Ort dem Ilm-Kreis an.

## Sehenswürdigkeiten

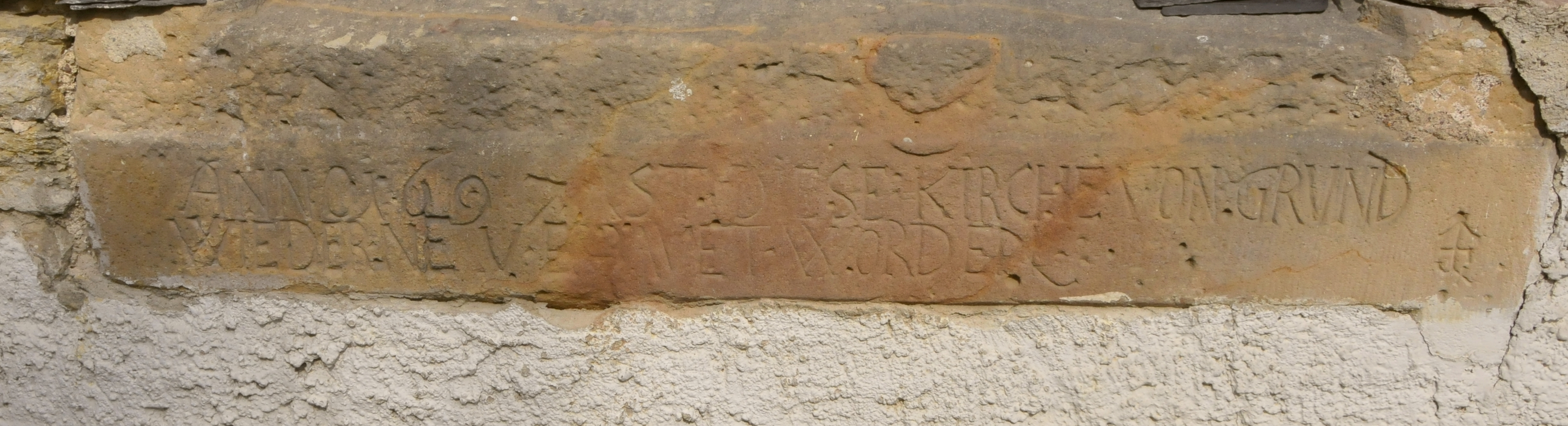
Fensterbank mit der Erbauungsinschrift:„ANNO 1697 IST DIESE KIRCHE VON GRUND WIEDER NEU ERBAUET WORDEN“. Das Zeichen rechts von der Inschrift ist das Steinmetzzeichen.

Die Dorfkirche St. Gangolf ist aus Feldsteinen erbaut und wurde auf den Grundmauern eines Vorgängerbaus 1697 fertiggestellt. Das bezeugt ein Fenstersimsstein in der Südwand der Kirche. Im Jahr 1847 erhielt der Kirchturm einen neuen Aufbau, gut zu erkennen am Wechsel des Mauerwerks etwa in halber Turmhöhe. Die heutige Orgel wurde 1860 in die Kirche eingebaut. Die evangelische Kirchgemeinde gehört zum Kirchspiel Elxleben.
In Gügleben wurden einige denkmalgeschützte Gebäude aus dem 16. Jahrhundert abgetragen und im Freilichtmuseum Hohenfelden transloziert. Dort können diese Fachwerkhäuser heute besichtigt werden.

## Wirtschaft und Verkehr
Gügleben ist ein landwirtschaftlich geprägter Ort, wenngleich die meisten Einwohner heute im nahe gelegenen Erfurt arbeiten. Straßen verbinden den Ort mit den Nachbardörfern Elleben im Süden, Werningsleben im Nordwesten und Riechheim im Osten. Erfurt liegt etwa zwölf Kilometer und die A 4 etwa vier Kilometer nördlich.
Nördlich von Gügleben soll eine 380-KV-Höchstspannungsleitung entlanggeführt werden, die Strom aus Windkraftanlagen im Norden nach Bayern transportieren wird.